# Issaak Schwartz
Issaak Ióssifovitx Schwartz, rus: Исаа́к Ио́сифович Шварц (13 de maig de 1923, Romní, óblast de Sumi, Ucraïna - 27 de desembre de 2009, Síverski, óblast de Leningrad, Rússia) fou un compositor soviètic i rus. Schwartz es va fer famós sobretot per la música que va compondre per a més de 100 pel·lícules, entre elles per a la coproducció sovièticojaponesa Dersu Uzala, que el 1976 va ser guardonada amb un Oscar a la millor pel·lícula de parla no anglesa.

## Biografia

### Infantesa
Schwartz va créixer en una família jueva de Romni. El 1930, la família es va traslladar a Leningrad (ara Sant Petersburg), on el jove Issaak va començar classes de piano a l'anomenada "Casa de l'Educació de l'Art" a la classe d'A.S. Zamkov. El 1935, als 12 anys, va participar en un concert juvenil al Gran Saló de la Societat Filharmònica de Leningrad.
El desembre de 1936, el pare d'Issaak, el filòleg Ióssif Ievséievitx Schwartz (1889-1938), va ser arrestat, sentenciat i portat a un campament penitenciari pel Ministeri de l'Interior de l'URSS en el transcurs del "Gran Terror" estalinista, on va ser assassinat l'abril de 1938. Durant tota la seva vida, Schwartz va recordar la seva última reunió amb el seu pare abans del seu trasllat a la presó de transferència de Leningrad.
L'estiu de 1937, els membres restants de la família Schwartz hagueren d'anar a Frunze (avui en dia Bixkek, al Kirguizstan) a l'exili. La mare d'Issaak, Rakhil Solomónovna Bérguer, graduada de l'Institut Comercial de Kíev, que havia ensenyat matemàtiques, literatura i llengua russa a l'escola, va trobar feina en una fàbrica de peces de vestir a Frunze. Issaak, de 14 anys, va començar a donar lliçons de piano privades als nens dels funcionaris locals. La germana gran, Sofia, estudiant del Conservatori, que era una hàbil pianista, va introduir Issaak en les obres de Mozart, Beethoven, Txaikovski, Bizet i altres clàssics. Des de la infantesa, Schwartz realment va apreciar la melodia en una peça musical: bella, brillant i memorable.

### Durant la Gran Guerra Patriòtica
Al principi de la Gran Guerra Patriòtica Schwartz va dirigir el cor i l'orquestra del Conjunt de Cant i Dansa de l'Exèrcit Roig del Districte Militar de Frunze.
Un cop va anar al front, feu de sapador. A la primavera de 1942 fou ferit com a conseqüència del bombardeig a Khàrkiv. Es va recuperar de les seves ferides a un hospital d'Alma-Atà. El 1943, Schwartz, de 20 anys, es va casar amb la seva xicota de tota la vida, la pianista Sònia Polonskaua; aviat va néixer la seva única filla Galina.

### Conservatori de Leningrad i desenvolupament professional

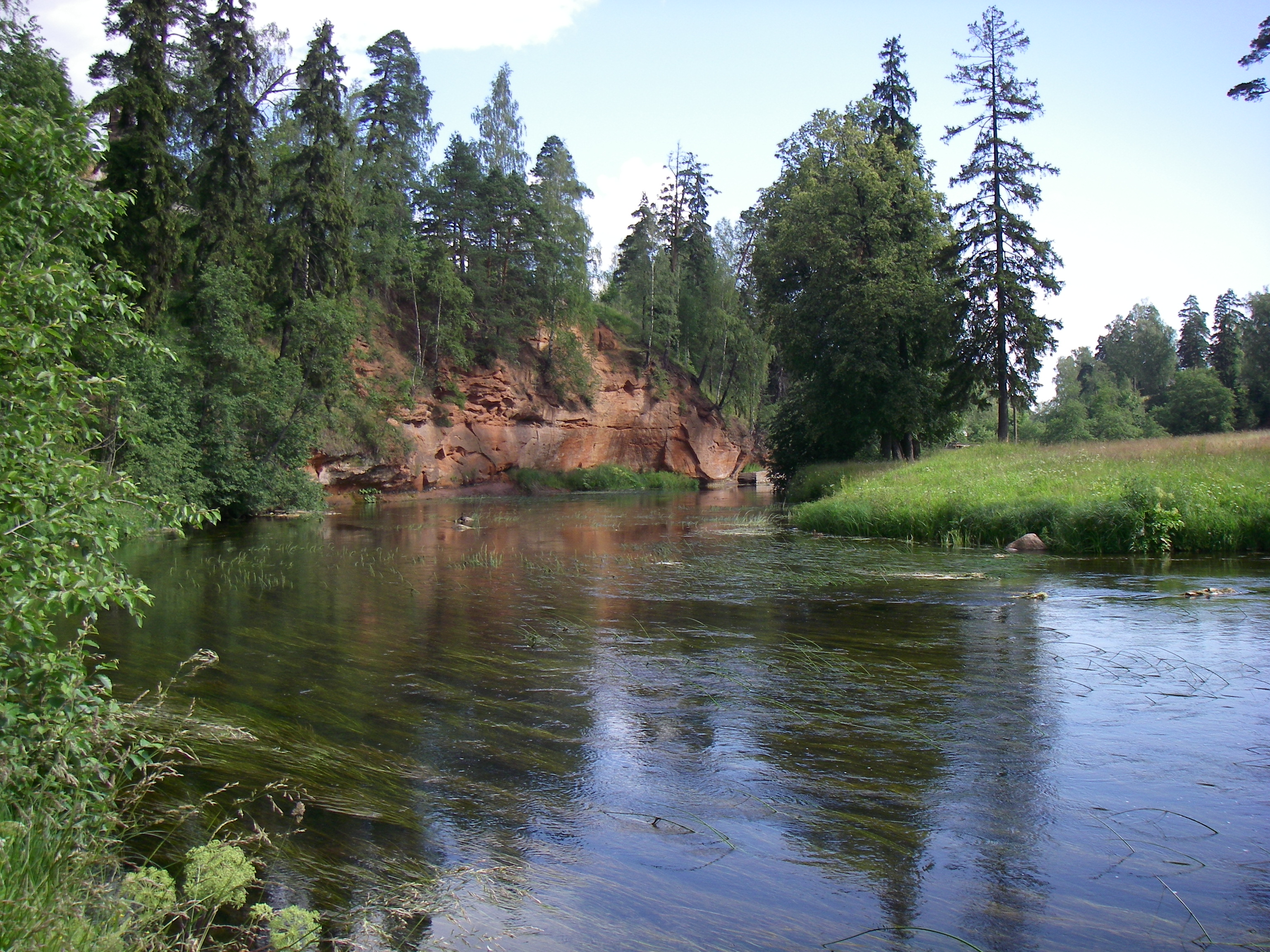
A les ribes de l'Óredej, on es van escriure les millors obres del compositor. Schwartz va arribar-hi per primer cop, com a estudiant, amb 23 anys

El 1945, Schwartz, de 22 anys, desmobilitzat de l'exèrcit, va tornar a Leningrad. Sota el patrocini de Dmitri Xostakóvitx, que també es va fer càrrec de la matrícula, va ingressar a la classe de Borís Aràpov al Conservatori Estatal de Leningrad per continuar estudiant composició. Durant els dos últims anys al conservatori, Schwartz va estudiar sota el mestratge d'Orest Ievlàkhov. El 1951 es va graduar del conservatori amb un diploma. El 1954 va escriure la Simfonia en F menor, que va aportar el primer èxit al jove compositor. El 1955, la simfonia es va interpretar al VIII Ple de la Unió de Compositors Soviètics, on Issaak Schwartz ingressaria tot seguit.

### Actuacions i ballets
El 1956, Gueorgui Tovstonógov va suggerir que Schwartz escrigués música per a la peça «L'idiota». El compositor es va enfrontar amb la tasca de vincular la música en un tot orgànic amb la dramatúrgia de Dostoievski. Després de la primera experiència reeixida, Schwartz va escriure la música per a la comèdia de Griboiédov «La desgràcia de tenir massa enginy» i en total va dissenyar sis actuacions al Teatre Dramàtic Bolxoi, entre les quals hi havia Ne sklonívxie gólovi, rus: Не склонившие головы i Na vsiakogo mudretsa dovolno prostoti, rus: На всякого мудреца довольно простоты, dirigides per Tovstonógov, Dokhodnoie mesto, rus: Доходное место, dirigida per R. Suslóvitx. El compositor va destacar la bona escola i la influència en la seva obra, que va sentir dels directors de teatre Gueorgui Tovstonógov i Leonid Iakobson. En total va escriure música per a 35 actuacions.
A la dècada del 1950, Schwartz va escriure una acolorida orquestració, la Molodójnuiu uvertiuru, rus: Молодожную увертюру ("Obertura juvenil") per a una orquestra simfònica, dos ballets: Nakanune,rus: Накануне (1960) i V strane txudes, rus: В стране чудес (1967), dirigits per L. Iakobson al Teatre de l'Òpera i Ballet Kírov.

### Compositor
En els anys següents va escriure peces per a ballet, obres de teatre i la música per a més de 100 pel·lícules. La cooperació entre Schwartz i Bulat Okudjava es va demostrar molt fructífera. Junts van crear 32 peces, entre elles la coneguda com "La cançó dels protectors del cavall" (rus: Песенка кавалергарда) de la pel·lícula La captivadora estrella de la felicitat, Vaixe blagorodie, gospoja razluka, rus: Ваше благородие, госпожа разлука de la pel·lícula de la pel·lícula Sol blanc del desert, el romanç "Vestit de núvia" (rus: Наряд подвенечный) en la pel·lícula No ens vam casar per l'església i també cançons de la pel·lícula El barret de palla. Okudjava va valorar el rar do de Schwartz amb molta cura, per extreure exactament aquesta música des de l'interior d'un poema, que és l'únic que pot expressar el contingut del poema.
Des de finals dels seixanta, el compositor va viure i va treballar a la regió de Siverski, Leningrad, prop de Sant Petersburg, juntament amb la seva segona esposa Antonina.
El 1976, la coproducció sovièticojaponesa Dersu Uzala (dirigida per Akira Kurosawa, amb música d'Issaak Schwartz) fou guardonada amb l'Oscar a la millor pel·lícula estrangera.

### Concert "estels grocs"
L'últim gran treball del programa simfònic del compositor és el Concert per a una orquestra en set parts "estel groc ("Purim-Spiel al gueto"). La idea d'un treball a gran escala de Schwartz es va inspirar en els documentals d'un presoner del gueto de Kaunas, que va fer al compositor una descripció de la celebració de Purim, una alegre festa jueva que es va celebrar al campament de la mort en la vigília de l'execució. Es va estrenar l'any 2000 a Sant Petersburg. Amb l'Orquestra Filharmònica Nacional de Rússia, dirigida per Vladímir Spivakov, es va gravar un CD el 2002 al gran estudi sonor de Mosfilm.

### Últims anys
Amb motiu del seu 85è aniversari, el president rus, Dmitri Medvédev, el va felicitar." Amb tota raó, sou considerat un dels destacats compositors contemporanis, en reconeixement del vostre art musical patriòtic clàssic", va dir en el telegrama de felicitació. "El vostre talent únic i el gran poder creatiu us han permès de crear tota una sèrie d'obres destacades, cadascuna de les quals es caracteritza per la sinceritat i l'harmonia. No és casual que el vostre treball artístic hagi rebut el màxim reconeixement d'associacions professionals i, per descomptat, l'afecte càlid de nombrosos crítics de música".
Issaak Schwartz va morir mentre dormia el 27 de desembre del 2009 a les set i mitja de la tarda quan es va ficar a dormir després de treballar al piano. Va ser enterrat el 30 de desembre de 2009 a les Passarel·les literàries ("Literatorskie Mostki") del Cementeri de Vólkovo a Sant Petersburg. Segons la voluntat del compositor, el seu funeral es va dur a terme d'acord amb els ritus funerari jueu. Una oració memorial (qaddix) sobre la tomba de Schwartz va ser llegida per un dels rabins de la comunitat religiosa jueva de Sant Petersburg.

## Música de pel·lícules (selecció)
- 1969: Els germans Karamàzov (Братья Карамазовы)
- 1975: Dersu Uzala (Дерсу Узала)
- 1986: Un paraigua per als amants (Зонтик для новобрачных)
- 1991: La jove Caterina (Young Catherine)
- 1992: Luna Park (Луна-парк)